# Asplenium trichomanes
Asplenium trichomanes este o ferigă mică din genul Asplenium. Este o specie comună întâlnită la scară largă, care se întâlnește aproape în toată lumea într-o varietate de habitate stâncoase. Este o ferigă variabilă cu mai multe subspecii.
Aceasta crește în smocuri de la un rizom scurt. Frunzele sunt lungi și înguste, îngustându-se treptat spre vârf. Ele sunt împărțite în mici, galben-verzi și până la verzi-închis. Piciorușul și axul de frunză sunt închise pe toată lungimea lor. Frunzele pot ajunge 40 de cm în lungime, dar sunt mai frecvent 8→20 cm. Acestea poartă sori lungi, înguști, care conțin sporii.